# Joker (personaje)
Joker —a veces traducido como Guasón o Comodín— es un supervillano creado por Bill Finger, Bob Kane y Jerry Robinson, e introducido en el primer ejemplar del comic book Batman, en abril de 1940, publicado por DC Comics. Se trata de uno de los criminales más notables de Gotham City, y es el enemigo principal de Batman.
Si bien sus orígenes y rasgos han variado con el transcurso del tiempo, por lo general se le asocia con una personalidad psicópata con un humor sádico y retorcido, lo que le ha llevado a ser catalogado como la antítesis de Batman. Con la excepción de una etapa en la que mantuvo un rol de bromista simple, desde los años 1970 Joker ha preservado sus orígenes siniestros y ha estado involucrado en ciertos momentos decisivos de Batman, como el asesinato de Jason Todd y la parálisis de Barbara Gordon. Su apariencia física —caracterizada por el rostro desfigurado, la piel blanca, el cabello teñido de verde y los labios rojos— proviene de los efectos de la caída accidental del criminal en un recipiente de químicos.
Aunque carece de habilidades sobrehumanas para llevar a cabo sus crímenes, suele recurrir a su ingenio para desarrollar armas y dispositivos letales entre los cuales se encuentran barajas con navajas, cajas sorpresas, explosivos en forma de cigarrillos y objetos rociadores de ácido. Algunas de sus colaboraciones con otros supervillanos de Gotham City incluyen a Pingüino, Riddler, Dos Caras, Killer Croc y El Espantapájaros, así como grupos delictivos entre los cuales se encuentran la Banda de la Injusticia y la Liga de la Injusticia. A partir de los años 1990 se introdujo su aliada e interés romántico Harley Quinn, aunque su primordial obsesión es el hombre murciélago.
Joker es catalogado como uno de los mejores personajes y villanos de las historietas, cuya popularidad le ha permitido aparecer en una variedad de productos y medios, entre los cuales se encuentran series televisivas, animaciones, largometrajes, videojuegos, juguetes, ropa y atracciones de parques de diversiones. Algunos actores que han dado voz al personaje son Mark Hamill, Troy Baker y Richard Epcar, mientras que Cesar Romero, Jack Nicholson, Heath Ledger, Jared Leto, Joaquin Phoenix y Barry Keoghan lo han interpretado en el cine.

## Creación y desarrollo

### Antecedentes
Si bien existe imprecisión sobre el origen de Joker, una de las versiones señala que Bill Finger dibujó un bosquejo inspirado primordialmente en la versión de Gwynplaine interpretada por Conrad Veidt en la película El hombre que ríe (1928). Este personaje está caracterizado por tener un rostro cuya desfiguración le produce una sonrisa permanente, a partir del cual Jerry Robinson produjo un comodín —aunque Robinson argumentó que más bien Finger relacionó su diseño del comodín con Gwynplaine para dar lugar a la apariencia de Joker—.
Bob Kane, que también está reconocido como uno de los creadores del personaje, había contratado a Robinson como su asistente en 1939, tras mirarlo un día con una chaqueta blanca decorada con ilustraciones de su autoría. Antes de ser elegido como el artista principal de la serie Batman, Robinson se dedicaba al dibujo de textos y al entintado. Respecto a Joker, reveló que su intención era crear un archienemigo exótico, siniestro y bufonesco que representara un desafío continuo para Batman de una forma equiparable al Profesor Moriarty y su vínculo con Sherlock Holmes, y no solo un típico gánster o líder criminal que pudiera ser vencido sin dificultad. Durante su formación en la Universidad de Columbia, llegó a la conclusión de que ciertos villanos poseen contradicciones, lo cual lo motivó a brindarle un característico sentido del humor a Joker: «Quería a alguien visualmente emocionante. Alguien que causara una impresión indeleble, que fuera extraño y memorable como el jorobado de Notre Dame o como cualquier otro villano con rasgos físicos únicos». En su versión de los acontecimientos, Robinson le compartió ciertos bosquejos a Finger —incluido el del naipe mencionado anteriormente—, quien le proporcionó la sonrisa permanente a partir de la apariencia de Gwynplaine.
Kane discrepó de la versión de Robinson, al señalar que este produjo el naipe a partir del bosquejo elaborado por Finger con base en el personaje de Veidt, y que este diseño solamente se utilizó en uno de los naipes empleados por Joker en sus primeras apariciones. A su vez, en 1966 Finger declaró lo siguiente: «Kane me llamó.... Tenía un nuevo villano. Cuando llegué estaba sosteniendo un naipe. Al parecer, Jerry Robinson o Bob, no recuerdo quién de los dos, miró la carta y tuvo una idea para un personaje... el Joker. Bob dibujó un bosquejo, que al principio no se parecía mucho al Joker, sino a un payaso. Recordé que Grosset & Dunlap publicaba ediciones económicas de clásicos de Alejandro Dumas y Victor Hugo ... El volumen que yo tenía era El hombre que ríe [...] corté la fotografía [del protagonista] del libro y se la di a Bob, que dibujó un perfil que le dio un aspecto más siniestro. Luego diseñó el rostro con un aspecto de payaso con la cara blanca, los labios rojos y el cabello verde». De acuerdo con este último, otra de sus inspiraciones para el personaje había sido el rostro de un bufón ubicado en el parque de diversiones Steeplechase Park, en Coney Island, del cual hizo un dibujo que luego compartió a Carmine Infantino.
Si bien Robinson sostuvo que el personaje surgió de la contribución de los tres —Bob y él diseñaron la apariencia, mientras que Finger aportó la idea de Gwynplaine y estuvo a cargo de la primera historia en la que habría de aparecer Joker—, lo cierto es que Kane se rehusó a reconocer su coautoría tal y como hizo con varios de sus personajes, en contraste con la opinión de varios analistas de historietas en la que coinciden en que Robison creó al personaje y Finger apoyó en su desarrollo. Sin embargo, no existe consenso en este tema. Cabe agregar que el comodín de Robinson estuvo en exhibición en el Museo William Breman de la Herencia Judía en Atlanta, Georgia entre 2004 y 2005, y en el Museo Judío de Nueva York entre 2006 y 2007.

### Edad de oro
La primera aparición de Joker ocurrió en Batman n.° 1 (1940), casi un año después de la introducción de Batman en Detective Comics n.° 27 (mayo de 1939). Al principio se explicó que se trataba de un asesino en serie implacable cuya apariencia física estaba inspirada en un comodín con una sonrisa siniestra y que asesinaba a sus víctimas con «veneno Joker», una toxina que desfiguraba sus rostros con una grotesca sonrisa. Además, solía dejar naipes en la escena del crimen. La intención original de Finger era que el personaje muriera apuñalado en el corazón en su siguiente aparición, pues creía que la recurrencia de un mismo villano en las historias haría parecer inepto a Batman, sin embargo el editor Whitney Ellsworth se opuso y prefirió agregar en el último momento un mensaje en la historieta para indicar al lector que, pese a la herida recibida por el villano, este todavía seguía con vida. Finalmente Joker apareció en nueve de los primeros doce ejemplares de Batman.
La recurrencia del villano ayudó a establecerlo como el archienemigo de Batman y Robin cuyos crímenes incluían el asesinato de docenas de personas y el descarrilamiento de un tren. Dick Sprang se encargó de la publicación de Batman a partir del ejemplar número trece debido al involucramiento de Kane en la redifusión del personaje, mientras que el editor Jack Schiff comenzó a colaborar con Finger en la redacción de las tramas. Sumado a los anteriores cambios, en ese período DC Comics adoptó una estrategia comercial que omitió los elementos pulp característicos de sus superhéroes más populares con tal de encauzar sus publicaciones a un público más juvenil. Como resultado, Joker adquirió una personalidad más bromista en contraste con el perfil amenazante que había tenido hasta entonces. Para el guionista de cómics Mark Waid, «The Joker Walks the Last Mile» representó el punto de partida de esta transformación del personaje que habría de extenderse durante las siguientes tres décadas. A su vez, la única ocasión en que se aprecia a Joker usando armas de fuego contra Batman y Robin se dio en la portada de Detective Comics n.° 69 (1942). Robinson explicó que esto obedecía al hecho de que otros villanos de esa época también usaban armas, sin embargo el equipo creativo prefirió eliminar este rasgo para que el personaje recurriera a métodos más ingeniosos con los cuales enfrentarse a sus adversarios.

### Edad de plata
Si bien la llegada de la denominada edad de plata de las historietas estuvo marcada por el interés de la audiencia en publicaciones de misterio y romance, esta situación no afectó significativamente a Batman, cuyo tiraje persistió al igual que las apariciones de ciertos villanos populares del hombre murciélago, entre ellos Joker. El primer relato sobre los orígenes del personaje se remonta a Detective Comics n.° 168 (1951), en el cual se detalló que este originalmente tenía la identidad de Red Hood, un criminal vestido con traje, y una capa y capucha de color rojo. Sin embargo, durante una huida, se cayó a una fosa con residuos tóxicos en una planta química, situación que provocó la desfiguración de su rostro. Cabe resaltar que en 1952 los cómics de Batman comenzaron a ser publicados en español por Editorial Novaro, y el personaje era llamado «Comodín» o «Arlequín».

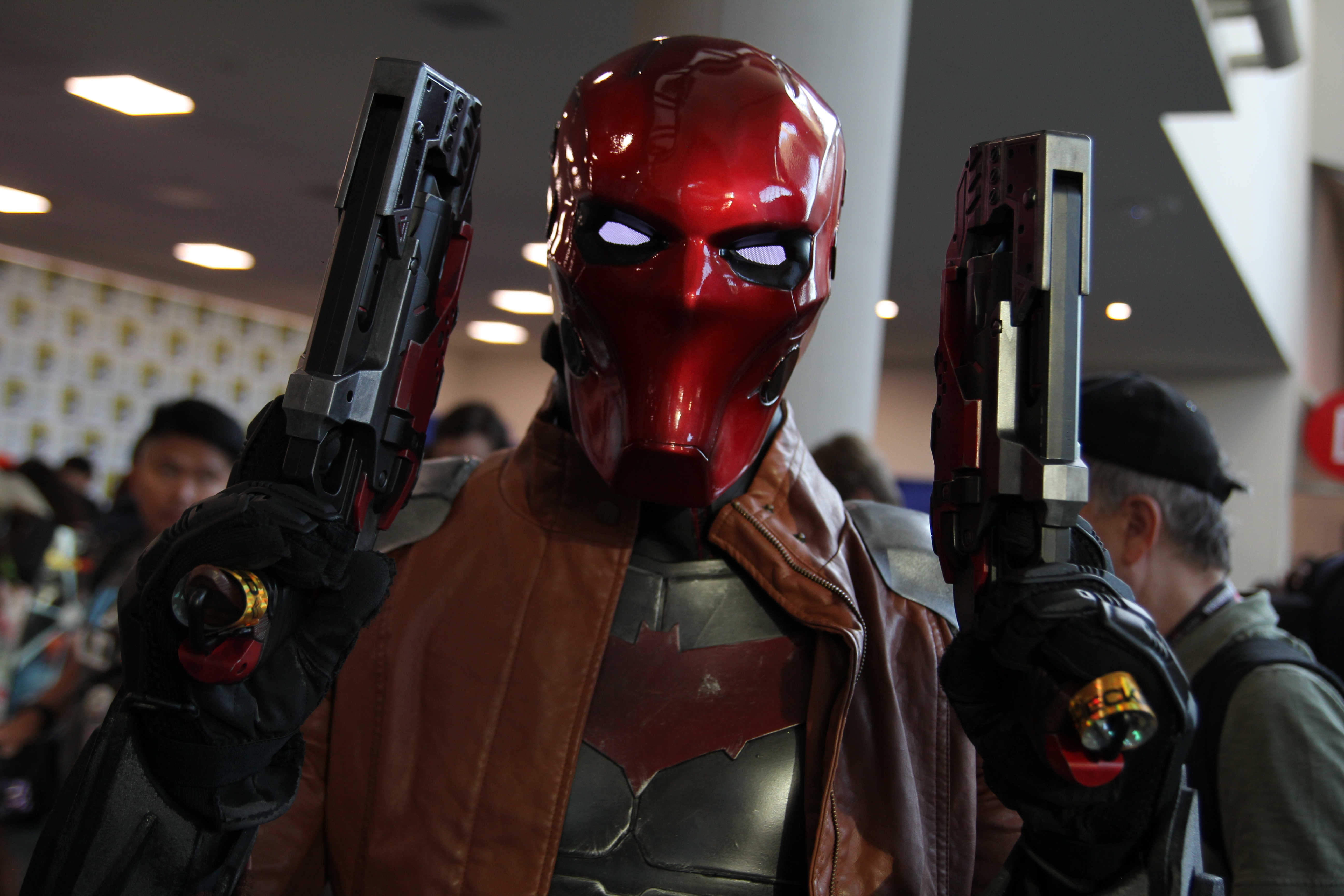
Cosplayer de Red Hood.

Ante la creciente desaprobación pública del contenido de los cómics, motivada por la hipótesis de Fredric Wertham de que los medios de comunicación, y en particular los cómics, eran los responsables del aumento de la delincuencia juvenil, la violencia y la homosexualidad, surgió la Comics Code Authority cuyas primeras acciones se encaminaron a censurar la sangre, las insinuaciones y la violencia excesiva de este tipo de publicaciones. En consecuencia, Joker se apartó aún más de su origen homicida para asumir en cambio un rol de «ladrón tramposo y disparatado». Casualmente, el Joker apareció con menor frecuencia tras la contratación de Julius Schwartz, a quien le disgustaba el personaje, como editor en 1964.
Si bien Schwartz buscaba que el personaje volviera a sus raíces oscuras, la adaptación televisiva Batman (1966) popularizó la personalidad bromista y disparatada del Joker, interpretado por Cesar Romero, al grado de preservarse en los cómics de esa época. Sin embargo, la culminación de la serie de televisión en 1968 llevó a un decremento de las ventas de historietas de Batman, razón por la cual Infantino decidió apartarse de las narrativas de aventuras amigables para las audiencias juveniles. Cabe señalar que en este período surgieron varios de los rasgos definitivos del villano como los zumbadores de alegría letales, las flores chorreantes de ácido, las armas de fuego falsas, y los crímenes complejos y absurdos. La compañía Cinematografía Interamericana bautizó como «Guasón» a la versión mexicana del villano a partir de sus apariciones en la serie televisiva ya mencionada.

### Edad de bronce
Tras una ausencia de cuatro años, en 1973 el guionista Dennis O'Neil y el ilustrador Neal Adams incorporaron nuevamente a Joker en el relato «The Joker's Five-Way Revenge», de Batman n.° 251, con la personalidad maníaca, impulsiva y homicida distintiva de sus primeras apariciones. A partir de entonces, el rol de Joker adquirió mayor relevancia en las publicaciones de Batman. De acuerdo con O'Neil: «[la intención era] simplemente llevarlo de regreso a sus inicios. Fui a la biblioteca de DC y leí algunas de las primeras historias. Traté de tener una idea de lo que Kane y Finger buscaban [con el personaje]». Cabe destacar que estos ejemplares supusieron por primera vez que Joker padecía una enfermedad mental, razón por la que se le había internado en el Hospital Arkham en vez de ser aprisionado. Simultáneamente Adams le proporcionó una nueva apariencia física al extenderle la mandíbula y dibujarlo más alto y delgado.
Gracias a una nueva estrategia comercial que DC Comics puso en marcha en los años 1970, el Joker pasó a ser el primer antagonista de la compañía en protagonizar su propia serie de cómics, The Joker, cuyos relatos enfatizan las vivencias del personaje con otros supervillanos, pero en ningún momento se expone algún enfrentamiento con Batman por lo que puede considerarse que su narrativa se aparta de la característica lucha del bien contra el mal. Cabe mencionar que, en cumplimiento con la recomendación de la Comics Code Authority, cada historieta de The Joker finaliza con el aprisionamiento del criminal. No obstante, la serie nunca tuvo la suficiente aceptación del público y se canceló el tiraje tras un total de nueve capítulos —pese a que en el último se dejó entrever una eventual aparición de la Liga de la Justicia—. Finalmente, en 2013 DC reimprimió la serie en forma de novela gráfica.
Joker adquirió una mayor popularidad a partir de 1976, cuando la entonces editora de DC Jenette Kahn propuso el rediseño de algunos de los títulos de la compañía, entre ellos Batman. La colaboración de Steve Englehart y Marshall Rogers en Detective Comics n.º 471-476 (1977-1978) marcó una pauta en el desarrollo del personaje mediante relatos centrados en su locura. Por ejemplo, en «The Laughing Fish» se le muestra desfigurando peces con una sonrisa parecida a la suya con tal de infringir derechos de autor, sin poder comprender que es legalmente imposible transgredir la propiedad intelectual de un recurso natural. Estos ejemplares influyeron en las adaptaciones cinematográfica Batman (1989) y televisiva Batman: la serie animada. De acuerdo con Englehart: «era un personaje muy loco y aterrador. Realmente quería volver a la idea de Batman luchando contra asesinos locos a las 3 a.m. bajo la luna llena, mientras las nubes se deslizaban».

### Época contemporánea

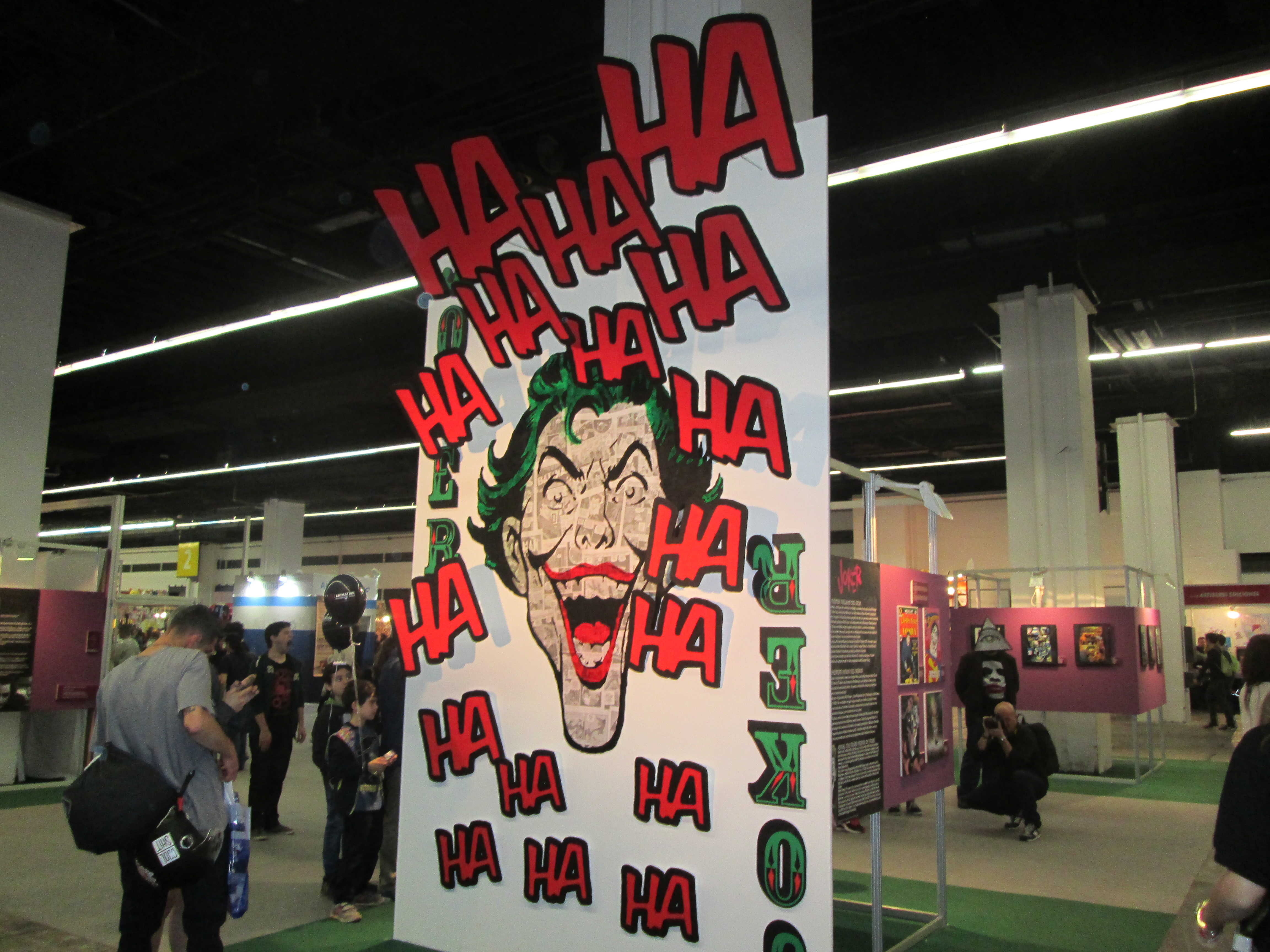
Panel de exposición dedicado al Joker.

Pese a la reinvención del personaje como un enemigo letal para el hombre murciélago en los años 1970, las ventas de Batman disminuyeron a partir del final de la serie televisiva, en 1968. A partir del n.º 251 de Batman (1973), el Joker dejó de ser un egocéntrico bufón para volverse un maníaco homicida que actúa de formas diversas que lo hacen ver como un genio.
No fue sino hasta la década de 1980 que la situación comercial volvió a tornarse favorable, justo durante la denominada «edad oscura de los cómics», iniciada por la serie limitada Crisis on Infinite Earths —en la que murieron varios personajes como Flash y Supergirl—, y caracterizada por publicaciones centradas en conceptos como la destrucción y la muerte. En 1986 surgió Batman: The Dark Knight Returns, de Frank Miller, cuya trama aborda las vivencias de un viejo y retirado Batman, y un Joker que se comporta como una celebridad obsesionada con su recurrente enemigo. En los últimos años de esa década, Joker ejerció un impacto notable en los relatos de Batman. Por ejemplo, en la historia «Una muerte en la familia», el villano asesina a Jason Todd, el compañero de Batman bajo la identidad de Robin. Si bien Todd carecía de la aceptación de los seguidores de la serie y su desenlace trágico resultó de una votación organizada por DC, este acontecimiento marcó un hito en la historia de Batman, al tratarse de la primera ocasión en que Joker asesinó a uno de los personajes principales de la serie. Además, el final de la trama incorpora contenido afín al contexto sociopolítico de aquella época, cuando imperaba una creciente tensión entre la ONU e Irán. En el cómic, el líder iraní Ruhollah Jomeini elige a Joker como el embajador de su país ante las Naciones Unidas, lo cual permite que el criminal evada la justicia.
La novela gráfica The Killing Joke (1988), de Alan Moore y Brian Bolland, retomó los orígenes del personaje al describirlo como un comediante frustrado que se ve en la necesidad de asumir la identidad del criminal Red Hood para apoyar económicamente a su esposa embarazada. Sin embargo, Batman lo descubre y durante su huida el villano es expuesto a una mezcla de químicos que le confieren la apariencia de un payaso con la piel blanca, los labios rojizos y el cabello verde. Más adelante, Joker le explica a Batman que carece de recuerdos claros sobre su pasado, por lo que deja entrever que su origen puede provenir de diversas circunstancias. A diferencia de la obra de Miller, The Killing Joke acontece durante el canon principal de Batman, es catalogada como una de las mejores historias de Joker y ha servido de influencia a otras tramas y producciones, entre las cuales se incluyen el arco argumental sobre el retiro de Barbara Gordon como Batgirl tras quedar paralizada por Joker, y los filmes Batman (1989) y The Dark Knight (2008). A su vez, la novela gráfica Arkham Asylum: A Serious House on Serious Earth (1989), de Grant Morrison, pretende hacer una exploración de la relación psicótica entre Batman, Joker y otros villanos del citado manicomio.
Harley Quinn, la aliada incondicional de Joker, apareció por primera vez en la serie animada de 1992 y desde el comienzo tuvo una atracción romántica y abusiva hacia Joker. Su popularidad le garantizó un rol recurrente en las historias junto al excéntrico villano.
 A su vez, la serie Anarquía (1997), creada por Alan Grant y Norm Breyfogle, concluyó con la revelación de que el personaje homónimo es hijo de Joker. Si bien Breyfogle quería aprovechar este concepto como un recurso para profundizar en la historia de Anarquía, O'Neil —editor de Batman en ese entonces— se mostró en desacuerdo y procuró que esta declaración fuese desmentida en los siguientes relatos. Sin embargo esto no se concretó debido a la cancelación de la serie. En el cómic No Man's Land (1999), Joker asesina a la esposa del jefe de policía James Gordon, mientras cuidaba a unos niños huérfanos. Mientras tanto, en «Joker Emperador» (2000), un crossover de Batman y Superman, el villano le roba sus poderes a Mister Mxyzptlk para alterar la realidad, pero los pierde tras enfrentarse a Mxyzptlk por segunda ocasión. Al año siguiente, Joker es convencido por su psiquiatra de que está muriendo con el afán de curarlo de su locura en «The Joker's Last Laugh» (2001), sin embargo este se ve involucrado en una serie de asesinatos, y Lex Luthor y Quinn evitan que sea asesinado por militares. Otras apariciones notables de Joker en esa década incluyen «Batman: bajo la capucha» (2005), «Batman and Son» (2006), «Batman R.I.P.» (2008) y «Crisis Final» (2008).
Durante la etapa editorial The New 52 —que marcó el reinicio de las cronologías de varios de sus personajes—, Joker no tuvo un rol significativo sino hasta «Death of the Family» (2012), bajo la autoría de Scott Snyder y Greg Capullo. En este nuevo capítulo se explora la interacción simbiótica entre Joker y Batman, y el involucramiento del villano en la pérdida de confianza del murciélago con su familia adoptiva. Capullo aprovechó la ocasión para modificar la apariencia del personaje al sustituir su característico atuendo por uno más desaliñado, y mostrar su rostro unido quirúrgicamente con cinturones, cables y ganchos tras haber sido extirpado en el n.º 1 de Detective Comics (2011). Cabe señalar que su rostro volvió a la normalidad en «Endgame» (2014), el capítulo final de «Death of the Family».

## Biografía

### Orígenes
De forma similar a su creación, la biografía de Joker carece de una versión definitiva sobre sus orígenes y el personaje ha pasado por varios cambios desde su primera aparición en los años 1940. De acuerdo con la narración sospechosa del propio personaje: «A veces lo recuerdo de una manera y otras veces de manera diferente [...] Si voy a tener un pasado ¡Que sea de opción múltiple!». Sus explicaciones van desde el abuso infantil por parte de su padre, hasta la encarnación de un bufón que sirvió a un faraón.
En Detective Comics n.° 168 (1951) se revela que en un pasado asumió la identidad del criminal Red Hood para robar una fábrica. Sin embargo, Batman frustra sus planes cuando aparece en el lugar y lo persigue hasta que el delincuente se introduce en un recipiente de sustancias corrosivas que le desfiguran el rostro y le tiñen de verde y blanco el cabello y la piel, respectivamente. Alternativamente en The Killing Joke se le describe como un asistente de una planta química que renuncia a su empleo para perseguir su sueño de convertirse en un afamado comediante. No obstante, su fracaso en esta ocupación pone en riesgo su estabilidad económica, de la cual depende también su esposa Jeannie, que en ese instante se encuentra embarazada. En un acto desesperado, acepta ayudar a un par de criminales a infiltrarse en el interior de la fábrica donde trabajaba, solo para descubrir luego que su cónyuge e hijo murieron durante un accidente doméstico. Aunque intenta retractarse del atraco, al final es forzado por los delincuentes a cumplir con su palabra. En lo sucesivo, la historia acontece de forma similar a la anterior publicación: Batman aparece y el hombre atemorizado se lanza a una tina de químicos que le confieren los rasgos físicos característicos de Joker. De hecho, las ediciones de Batman: Gotham Knights n.° 50-55 sostienen que Edward Nygma atestiguó el secuestro y asesinato de la esposa de Joker con tal de obligarlo a cooperar con el robo del corporativo químico. Esta versión es secundada en otras publicaciones como El hombre que ríe —en donde Batman sospecha que Red Hood sobrevivió a la caída y se convirtió en Joker— y Batman n.° 450 —Joker asume la identidad de Red Hood para recuperarse de los acontecimientos de «Una muerte en la familia», sin embargo su experiencia resulta traumática— y Death of the Family—.
Aunque Batman Confidential n.° 7-12 propone un desenlace similar para explicar la apariencia física del villano, difiere de las anteriores interpretaciones al señalar que, tras abandonar su oficio como Red Hood, Jack es un hombre que vive obsesionado con Batman al grado de herir al interés romántico de este, Lorna Shore, lo cual provoca que el murciélago hiera su rostro con un Batarang y provoque su deformidad. Finalmente Jack se convierte en Joker tras ser torturado por un grupo de mafiosos en una planta química, donde es expuesto a un conjunto de químicos y fármacos neurolépticos. Otros relatos como The Brave and the Bold n.° 31 sugieren que Joker quemó a sus padres vivos tras ser descubierto matando animales, mientras que «Zero Year» da a conocer que Joker es la mente maestra de un grupo de criminales conocidos por el pseúdonimo colectivo de Red Hood. A su vez, la publicación «Case Study» describe al personaje como un gánster sádico que creó la personalidad de Red Hood para llevar a cabo crímenes y atracos, además de fingir locura para evitar la pena de muerte.

### Desarrollo
En su introducción en Batman n.° (1940), el criminal anuncia el asesinato de tres distinguidos ciudadanos de Gotham City, entre ellos el alcalde. A pesar de los esfuerzos de Batman, el cadáver del funcionario es hallado con una siniestra sonrisa en el rostro. Desde entonces, el personaje comete crímenes brutales que, de acuerdo con la opinión de Batman, «solo tienen sentido para él». No fue sino hasta «The Joker's Millions» (1952) que Joker adquirió un rol más bromista dado que en esa publicación se le describe como un delincuente fascinado con brindar una falsa imagen pública de «celebridad adinerada» pese a su delicada situación económica, situación que le habría de provocar angustia en caso de darse a conocer.

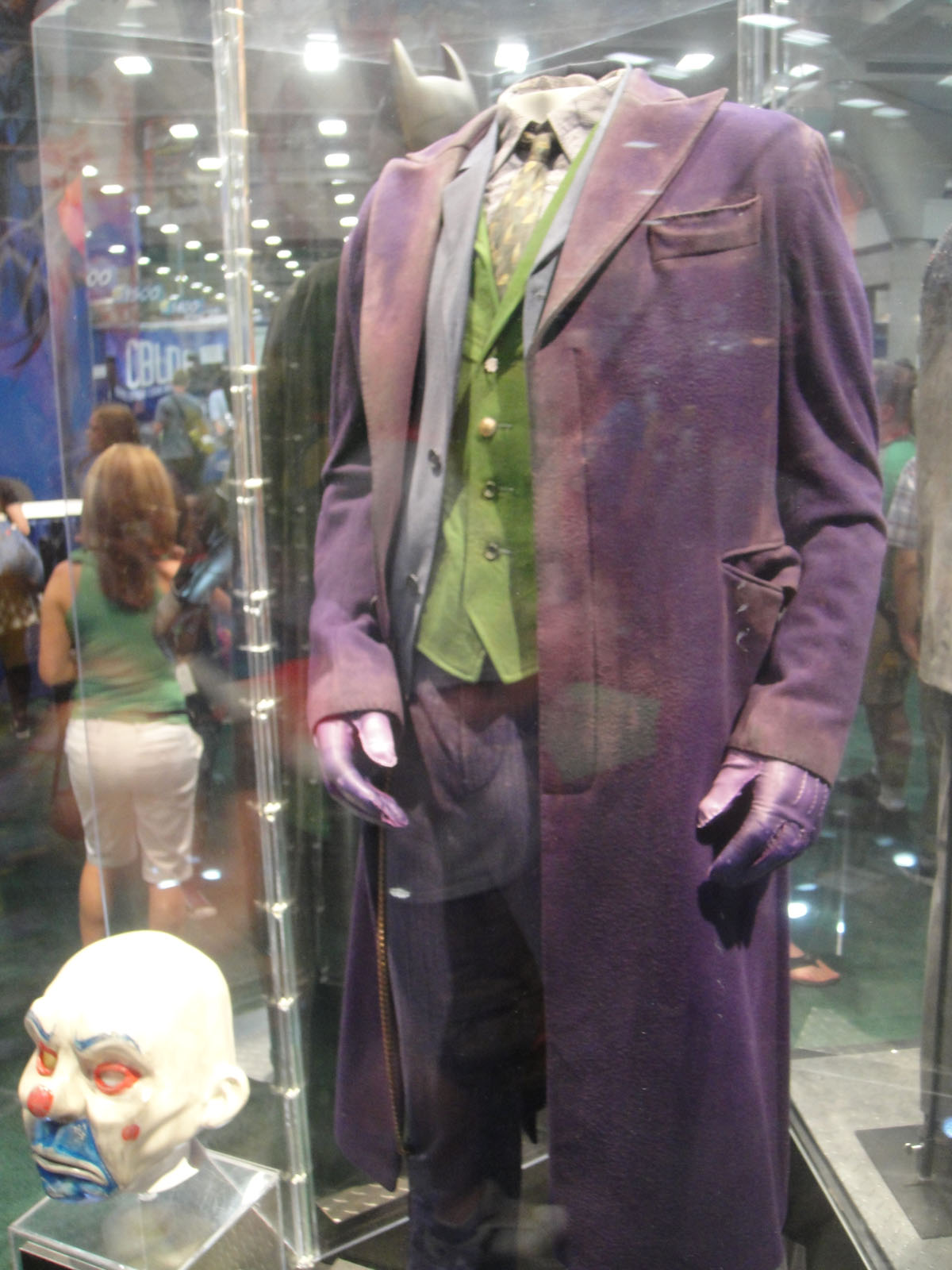
Vestimenta de Joker en The Dark Knight.

Un par de décadas después adoptó rasgos de un homicida psicópata, ejemplificado en relatos como «The Joker's Five-Way Revenge», en donde se le muestra ávido de venganza contra los antiguos integrantes de su organización delictiva. De forma similar, en The Killing Joke el villano paraliza de un disparo a Barbara Gordon y tortura a su padre, el comisionado James, con la intención de que este último enloquezca y así corroborar su creencia de que «solo se requiere de un mal día para que un hombre quede trastornado». Al final de este relato, Batman se compromete a rehabilitar a Joker y este le agradece mientras comparte una broma con su recurrente enemigo. Barbara consigue más tarde vengarse de Joker en su nueva identidad como la informante Oracle, de acuerdo con los acontecimientos de Aves de Presa. Otros ejemplos de su tendencia homicida son «Una muerte en la familia» (1988), en donde su víctima, Jason Todd, murió en una explosión después de ser golpeado con una palanca por el villano —suceso que perturbó a Batman lo suficiente como para considerar el asesinato de Joker por primera vez—; y «No Man's Land», donde comete el crimen mientras Sarah Gordon —su víctima y segunda esposa de Gordon— cuida a un grupo de niños. En este relato Joker queda paralizado, y conoce a Quinn.
En «Joker: Last Laugh» (2001) se explica el caos ocasionado por Joker en Gotham tras ser engañado por unos doctores de Arkham, quienes intentan rehabilitarlo al hacerle creer que padece de una enfermedad terminal. Si bien Dick Grayson asesina a Joker en un acto de coraje pensando que Robin —Tim Drake— había muerto en medio del caos, Batman revive a su enemigo para evitar que Grayson sienta culpa por su asesinato. Todd revive en «Bajo la capucha» e intenta persuadir a Batman de matar a Joker por los sucesos de «Una muerte en la familia», sin embargo el héro encapuchado se rehúsa ya que esto habría de incitar una serie de asesinatos de otros criminales. Tras ser herido por un policía trastornado que asume la identidad de Batman en «Batman and Son» (2006), asume una personalidad cruel y enigmática que intenta matar a Harley Quinn en «The Clown at Midnight» (2007). Si bien la organización ilícita Black Glove lo recluta con el fin de asesinar a Batman en «Batman R.I.P.» (2008), Joker prefiere traicionar al grupo y se deshace de cada uno de sus integrantes. Tras la aparente muerte de Batman en «Crisis final» (2008), Grayson inculpa a Joker por una serie de homicidios y lo arresta. Cabe señalar que, durante su aprisionamiento, es golpeado por Damian Wayne de una forma similar al maltrato que condujo a la muerte de Todd. Sin embargo, el villano escapa y aprovecha la ocasión para atacar a Black Glove, hasta que es detenido nuevamente por Batman.
Como parte de la línea The New 52, consistente en el relanzamiento de algunos de los cómics de DC en 2011, el rostro de Joker es mutilado. Después de un año de ausencia, reaparece en el relato «Death of the Family» para atacar a la familia extendida del murciélago. No obstante, al final de la historia el villano cae de un acantilado. En «Endgame» es responsable de lavarle el cerebro a los miembros de la Liga de la Justicia al convencerlos de que Batman traicionó a la organización y por ende debe ser agredido. Una particularidad de esta narrativa radicó en la explicación de que Joker es un ser inmortal que ha vivido durante siglos en Gotham debido a la exposición a una sustancia a la que el propio villano se refiere como «dionesium», que le permite recuperarse con rapidez de sus heridas. También se da a conocer que su rostro ha vuelto a la normalidad y que está consciente de la identidad de Batman. Si bien al final del relato tanto Joker como Batman mueren durante un enfrentamiento, finalmente son resucitados sin sus recuerdos. Poco después, en el relato «Darkseid War» (2016), con ayuda de la silla Mobius de Metrón, Batman se entera de la existencia de «tres versiones independientes» de Joker.

### Versiones alternativas
Los distintos elementos y rasgos que conforman a Joker presentan variaciones de acuerdo con los distintos universos alternativos de las publicaciones de DC. Estas modificaciones incluyen sucesos que van desde la batalla final entre unos envejecidos Batman y Joker —en The Dark Knight Returns— hasta la muerte del villano por otros personajes como Superman. Incluso, en ciertas publicaciones se le describe como un virus informático o un héroe que tiene la misión de vencer al tirano Batman. No obstante, en otros relatos se le asocia con descripciones completamente apartadas de la naturaleza original del personaje; por ejemplo, Martha Wayne es Joker en «Flashpoint», mientras que Lex Luthor asume la identidad del payaso en un mundo en el que el rol de Superman recae en Batman, de acuerdo con Superman: Speeding Bullets.
Otros ejemplos de versiones alternativas son «Emperor Joker», un crossover con el universo de Superman, en el que el Joker le roba el poder de alterar la realidad a Mister Mxyzptlk, con el cual reconfigura el universo a su conveniencia —por ejemplo, revive diariamente a Batman tan solo para torturarlo y volverlo a matar—; y Crisis infinita (2005), en donde Joker asesina a Alexander Luthor por haberlo excluido de la Sociedad Secreta de villanos.

## Rasgos y elementos principales
Se suele considerar al Joker como el principal adversario de Batman, un criminal que históricamente ha tenido dos personalidades en los cómics: la versión original caracterizada por la extrema psicopatía, la notable inteligencia, y el sádico y retorcido sentido del humor; y la de un ladrón bromista, excéntrico e inofensivo que aparece primordialmente en las publicaciones de 1940 a 1960, así como en la serie televisiva. Indistintamente, ha mantenido cierta predilección por la tortura de sus víctimas.
De manera similar a otros personajes, el Joker ha estado sujeto a modificaciones con el transcurso del tiempo, aunque estas no han afectado significativamente a la esencia del villano e inclusive existen de forma simultánea en versiones alternas del personaje. Por lo general, su atuendo se conforma de un traje morado con una chaqueta de cola larga con hombreras, una corbata, guantes, pantalones a rayas y polainas con zapatos puntiagudos. Ocasionalmente se le aprecia también con un sombrero de ala ancha.
Su obsesión con Batman es un indicio del estrecho vínculo existente entre ambos y que puede ser comparado con el yin y yang: si bien el Joker es el villano, posee rasgos coloridos y humorísticos, mientras que el hombre murciélago es un héroe que vive en las sombras. Otra cualidad del Joker es la importancia que le da a la teatralidad de sus crímenes, más allá de la efectividad de sus acciones. Aunque aparenta indiferencia, lo cierto es que secretamente anhela la atención y validación de Batman, y pese a sus múltiples asesinatos —que superan los 2000 casos, de acuerdo con The Joker: Devil's Advocate (1996)—, consigue evadir la justicia por motivo de demencia y, en cambio, es trasladado al manicomio Arkham. Varias de sus acciones buscan que Batman se vea forzado a cometer asesinatos, de manera que si «los más ordenados y autocontrolados pueden matar, entonces cualquiera es capaz de convertirse» en él. Para concretar lo anterior no tiene reparos en poner su propia vida en riesgo, lo cual evidencia la carencia de un instinto de conservación. A grandes rasgos, Joker es la «personificación de lo irracional» y representa «todo a lo que Batman se opone».

### Personalidad
Uno de los principales rasgos de Joker es su aparente locura, aunque no existe una descripción en la que se le defina como un trastorno psicológico específico. Al igual que ocurre con un psicópata, este no manifiesta empatía, conciencia ni preocupación por las consecuencias de sus acciones. Su comportamiento variable, ya sea como un payaso malicioso o como un asesino psicópata, puede ser explicado por la forma en la que se adapta a la información sensorial externa que va percibiendo, una cualidad que le permite crear constantemente nuevas personalidades según Arkham Asylum: A Serious House on Serious Earth. Tal hipótesis viene reforzada por el relato «The Clown at Midnight» (2007), en el que se observa al Joker entrar en un estado meditativo con el cual evalúa sus identidades anteriores para crear conscientemente una nueva personalidad de acuerdo con sus necesidades.
The Killing Joke propone que la locura de Joker se deriva de «un mal día» en el que perdió a su esposa e hijo no nacido además de acabar desfigurado por la exposición a químicos. Si bien trata de probar la validez de esta teoría mediante la tortura física y psicológica del comisionado Gordon, por ejemplo, al final sus esfuerzos resultan en vano. Batman le ofrece rehabilitarlo, pero el villano se rehúsa al considerar que «ya es demasiado tarde para ser salvado». Otras explicaciones coinciden en señalar que Joker es plenamente consciente del impacto desfavorable de sus acciones y de que su locura es simplemente una actuación. De acuerdo con el analista de cómics Peter Coogan, la naturaleza de Joker va encaminada a reconfigurar la realidad para que se adapte a él imponiendo su rostro en las víctimas con la intención de crear una parodia retorcida de sí mismo y que el mundo se vuelva más comprensible.

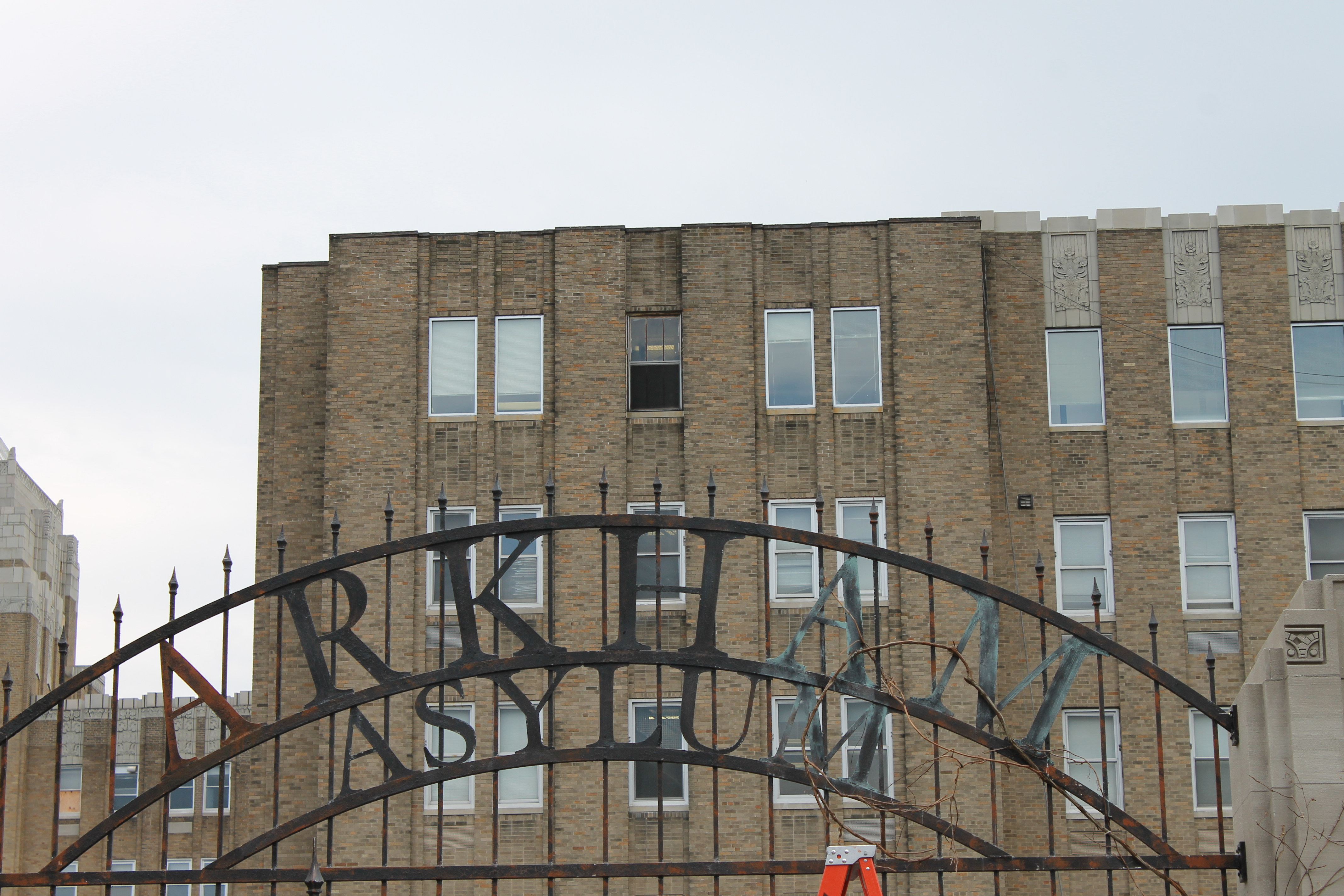
Set del Manicomio Arkham empleado en las grabaciones de Gotham.

Otro aspecto ambiguo del personaje es su sexualidad, ya que en ciertas publicaciones se le presenta alternativamente como asexual. Por ejemplo, en The Dark Knight Returns y Arkham Asylum: A Serious House on Serious Earth, el Joker brinda indicios de seducción hacia Batman, pero no queda claro si tal vínculo posee matices homoeróticas o simplemente se trata de un intento de manipulación por parte del delincuente. Si bien Miller opinó que el Joker vive obsesionado con la muerte y carece de interés en las relaciones sexuales, Robinson en cambio argumentó que sí es capaz de tener una relación romántica. Su asociación con Harley Quinn puede ser catalogada como «abusivamente paradójica», puesto que el villano no corresponde los sentimientos que ella le expresa ni tampoco parece interesarle su bienestar. Desde la perspectiva de Joker, el amor de Harley solamente lo distrae de sus planes.
La trama de «Death of the Family» sugiere que Joker está enamorado de Batman, aunque no de la forma tradicionalmente romántica, lo cual le lleva a creer al antagonista que posee inmunidad ante él: en su opinión, Batman lo ama ya que le ayuda a mejorar. Cabe señalar que esta teoría es avalada por Peter Tomasi, coautor de algunos cómics de Batman. En términos generales, las personalidades de Joker y Batman son opuestas entre sí: mientras que el primero es extrovertido, viste ropa colorida y apoya el caos, el hombre murciélago es introvertido, monocromático y representa el orden y la disciplina. En adición a lo anterior, existe evidencia que sostiene que la existencia de Joker es dependiente de la de Batman. Por ejemplo, en «Going Sane» (1994), tras la aparente muerte del protagonista, Joker se esfuerza por tener una vida normal apartada del crimen. Sin embargo, simultáneamente a la reaparición de Batman, el villano retoma su actividad delictiva. Una situación similar ocurre en «Emperor Joker», donde se le muestra incapaz de deshacerse de Batman pese a su aparente omnipotencia. Aunque ha tenido la oportunidad de matarlo, Joker se niega a hacerlo ya que «sin el juego [de ambos], ganar no tiene sentido». La criminalidad del personaje está diseñada para continuar indefinidamente su «juego» con Batman, motivo por el cual jamás ha querido saber quién está detrás de la máscara del encapuchado.
La personalidad de Joker le impide además sentir miedo en situaciones de riesgo. Por ejemplo, en «Batman: Knightfall» (1993), peese a que El Espantapájaros le suministra una dosis de toxina de miedo, Joker simplemente se ríe y exclama: «¡Boo!». En ciertas ocasiones ha recuperado la cordura, como cuando el Detective Marciano lo manipula telepáticamente, o tras ser resucitado en un Lazarus Pit, lo cual le ha llevado a expresar remordimiento por sus acciones. Inclusive durante una intervención médica, en Batman: Cacophony, el personaje da a entender que solamente la muerte de Batman habría de motivarlo a detener su tendencia homicida.

### Habilidades y recursos
El Joker recurre a una variedad de productos para cometer sus crímenes, la mayoría de los cuales modifica para emplearlos a manera de armas, tales como barajas con navajas, cajas sorpresas y explosivos en forma de cigarrillos. Algunos de estos accesorios, tales como una flor en su solapa que rocía ácido o un zumbador de broma que conduce un millón de voltios de electricidad, inicialmente se introdujeron en los cómics como herramientas inofensivas del villano. Pese a la carencia de habilidades sobrehumanas inherentes, el personaje emplea su capacidad intelectual para desarrollar armas como el «veneno Joker» —o «gas de la risa»—, una toxina líquida o gaseosa que produce ataques incontrolables de risa, parálisis, estados comatosos e inclusive la muerte de sus víctimas, de acuerdo con la dosis suministrada. El Joker es el único que conoce la fórmula de dicho veneno, el cual produce a partir de la combinación de sustancias químicas convencionales. Inclusive, existe una variante que proporciona a las víctimas una apariencia física similar al villano, además de volverlas susceptibles a sus órdenes. En contraparte, el personaje es inmune a la mayoría de las toxinas; en Batman n.° 663 (2007), se le describe como «un ávido consumidor de sus propios experimentos químicos [cuya] inmunidad a las mezclas venenosas, que podrían matar a otro hombre en un instante, se ha desarrollado durante años de abuso».
Cabe mencionar que parte de su arsenal está inspirado en el de Batman. Por ejemplo, en «The Joker's Utility Belt» (1952) se le aprecia con un cinturón parecido al de su rival, solo que equipado con objetos inofensivos tales como recipientes de frijoles charros y polvos para estornudar. Mientras tanto, en «The Joker Follows Suit» (1942) es responsable del diseño y construcción de su propia versión del Batplane, del Batmobile y de la Bati-señal. En otras ocasiones, Joker ha utilizado sus conocimientos para hackear las redes televisivas de Gotham y difundir amenazas a la población, plagar edificios con obstáculos y trampas, o para lanzar ataques de gas en la ciudad.
Otra de sus habilidades es el combate cuerpo a cuerpo, cuya experiencia le ha permitido vencer a Batman en más de una ocasión, incluido un enfrenamiento con espadas. También es hábil con el manejo de armas de fuego, que por lo general poseen mecanismos «teatrales», como es el caso de un revólver que libera una bandera con la palabra «Bang» al accionarse. Pese a lo anterior, se considera que su capacidad intelectual resulta más sobresaliente que la física.

### Vínculos
La naturaleza impredecible y homicida de Joker lo convierte en uno de los villanos más temidos de DC Comics. De acuerdo con el Bromista: «Cuando los villanos quieren asustarse, cuentan anécdotas de Joker». Esto provoca que algunos antagonistas se sientan intimidados por él o desconfíen de sus intenciones debido a su comportamiento variable: Joker puede enfrentarse a ellos si lo requiere, o en cambio ayudarlos para obtener un resultado afín a sus intereses. Algunos de sus más frecuentes colaboradores han sido Pingüino, Riddler, Dos Caras, Killer Croc y El Espantapájaros, con quienes mantiene comunicación aun estando encerrado en Arkham. No obstante, por lo general su ideología y decisiones conducen a desacuerdos con los demás. Cabe mencionar que, si bien en World's Finest Comics tuvo un vínculo amistoso con Lex Luthor, su trato con el enemigo de Superman es hostil primordialmente por «sus egos en conflicto».
A pesar de su tendencia a matar subordinados por capricho, Joker consigue secuaces con facilidad mediante promesas de dinero o intimidación —el miedo que genera en algunos los hace vulnerables a sus peticiones—. En la serie Salvation Run (2007) se observa que cientos de villanos prefieren obedecerlo a él en vez de a Luthor por temor a las represalias. Por única ocasión, en Batman n.° 186 (1966), el personaje contó con un compañero y secuaz: Gaggy Gagsworth, caracterizado por su baja estatura y su vestimenta de payaso —aunque tuvo otra aparición posterior, en donde se le representó como enemigo de Harley Quinn—. En cuanto a Quinn, su introducción ocurrió en la serie animada de 1992, en donde se le muestra como una psiquiatra de Arkham que desarrolla una obsesión romántica hacia Joker. Sin embargo, este no corresponde sus sentimientos ya que los planes del villano tienen como eje central a Batman, y para cumplir con sus planes debe recurrir a la ayuda de Quinn. Otro vínculo del villano son unas hienas que tuvo como mascotas en publicaciones como The New Adventures of Batman (1977). En cuanto a su genealogía, si bien se creía que Duela Dent era su hija en Batman Family, lo cierto es que no existe ninguna consanguinidad entre ellos.
Ocasionalmente el villano se enfrentó también a ciertos aliados de Batman. Por ejemplo, secuestró a Lois Lane en «To Laugh and Die in Metropolis» (1987) para distraer a Superman, y confrontó a la Mujer Maravilla en 1995. Algunos grupos de supervillanos a los que Joker se afilió son la Banda de la Injusticia y la Liga de la Injusticia, cuyos alcances le han permitido enfrentarse a los integrantes de la Liga de la Justicia.

## Recepción
Joker es considerado uno de los personajes más reconocidos e icónicos de la cultura popular, de forma equiparable a Batman,
 así como uno de los mejores villanos de todos los tiempos y de los cómics. Su aceptación se remonta a su primera aparición, situación que le garantizó su recurrencia en nueve de los doce primeros ejemplares de Batman, y desde entonces prevaleció como uno de los enemigos más populares de Batman. Inclusive se le cataloga como uno de los cuatro personajes de cómics más conocidos, junto con Batman, Superman y Spider-Man. Consciente de su popularidad, Joker fue el único villano incluido por DC en Greatest Stories Ever Told (1987-1988), una colección de historias sobre héroes como Batman y Superman. El personaje ha sido objeto de debates sobre la conveniencia ética de que Batman —cuya ideología y principios le impiden asesinar— asesine a Joker con tal de salvar las vidas de sus víctimas. Una de las hipótesis sugiere que, en caso de que esto ocurriera, cabe la posibilidad de que el hombre murciélago comience una tendencia de homicidios de criminales, lo cual iría en contra de su naturaleza.

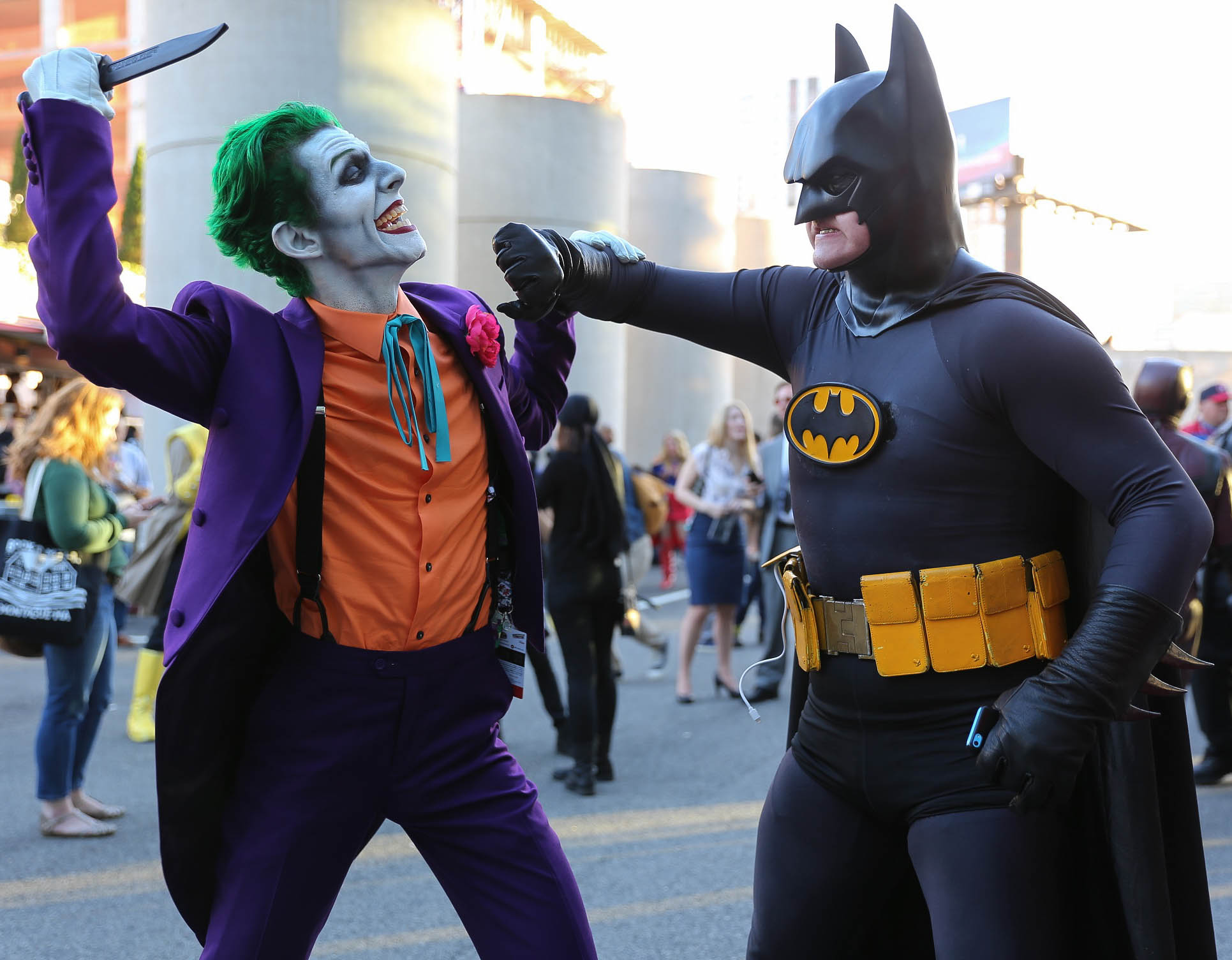
Fanáticos disfrazados de Joker y Batman en la convención New York Comic Con de 2016.

El villano apareció en varias listas de popularidad recopiladas por una variedad de medios. Algunos de estos reconocimientos incluyen el primer lugar entre «los 100 mejores villanos de todos los tiempos» y el quinto entre «los 200 mejores personajes de cómics de todos los tiempos», recopilaciones elaboradas por la revista Wizard en 2006 y 2008, respectivamente; la octava posición entre los «50 mejores personajes de cómics» de acuerdo con Empire. De manera similar, IGN, Wired, Complex, CollegeHumor, WhatCulture y Newsarama lo incluyeron en sus listas de «mejores villanos de todos los tiempos» entre 2009 y 2013.
Gracias a su recepción favorable en los cómics, Joker apareció en una variedad de productos relacionados con Batman, incluidas películas, programas televisivos y videojuegos en los que consiguió replicar su éxito. Lo anterior, pese a que estas apariciones también han involucrado cambios en la personalidad y apariencia física del villano, de forma idéntica a las modificaciones en los cómics. Ha servido de inspiración para el diseño de atracciones de parques temáticos tales como las montañas rusas The Joker's Jinx, y las versiones The Joker en México y en California, así como The Joker Chaos Coaster, todas ellas de Six Flags; y Justice League: Battle for Metropolis. Se trata también de uno de los pocos villanos que aparecen en productos y mercadotecnia infantil, entre los cuales se incluyen figuras de acción, barajas, juegos de mesa y ropa en general. Cabe mencionar que el juguete Jokermobile tuvo una notable popularidad entre los años 1950 y 1970, mientras que, en 2015, se publicó «The Joker: A Serious Study of the Clown Prince of Crime», el primer texto académico cuyo contenido versa sobre un supervillano.

### Análisis literario
Desde la Edad de Bronce de los cómics, Joker ha sido asociado con el arquetipo de un tramposo talentoso para una variedad de conceptos entre los cuales se incluyen la ingeniería social, las bromas, la teatralidad y el humor idiomático. Con frecuencia se le muestra alternando entre la violencia maliciosa y el humor ingenioso e inofensivo. Sus acciones carecen de consideraciones éticas, y más bien son impulsadas por una naturaleza desvergonzada e insaciable, con la intención de desestabilizar el statu quo y revelar hipocresías culturales, políticas y éticas que generalmente pasan inadvertidas ante la sociedad. Sin embargo, un aspecto crucial en la ideología del personaje recae en que sus esfuerzos son en beneficio propio. Su deformación corporal refleja un contraste evidente del orden, y se le representa de forma simultánea como un subhumano y un sobrehumano, lo cual implica la ausencia de unidad en cuerpo y mente.
 Por ejemplo, en Arkham Asylum: A Serious House on Serious Earth, el villano sirve como guía para explicar la psique de Batman a través de distintas circunstancias.
Existen hipótesis que catalogan al personaje como un marxista[cita requerida] más allá de un mero anarquista opuesto a la imagen capitalista de Batman, bajo el argumento de que el anarquismo requiere el rechazo de la autoridad con tal de obtener una libertad sin restricciones. Pese a que el Joker efectivamente rechaza la autoridad, mantiene la suya para coaccionar y consolidar el poder en sí mismo, persuadiendo a las masas con su ideología y eliminando a los detractores. En The Killing Joke, se le describe como un sujeto de la clase baja que se vuelve loco por los abusos y fallas del sistema social. Otra característica notable es su rechazo a la posesión de bienes materiales, evidente desde su incursión en Batman n.° 1 en donde comete crímenes contra los hombres más ricos de Gotham. Si bien carece de una riqueza como la de Batman, Joker es capaz de llevar a cabo sus actos a través de sus propias innovaciones.
De acuerdo con el análisis de Ryan Litsey, ciertos rasgos del personaje permiten clasificarlo como un «superhombre» según la filosofía de Friedrich Nietzsche, particularmente por la «voluntad de poder» evidente en las acciones de Joker y que poseen una moral de amo en contraste con la moral de siervo del héroe encapuchado. Esta cualidad lo mantiene «entusiasmado» pese a su posible captura o derrota, y evita que se vea limitado por la culpa o el remordimiento.
 A grandes rasgos, Joker actúa como el amo responsable de la creación y definición de reglas, juez de los demás sin necesidad de aprobación y alguien que solamente percibe como «bueno» aquello que le produce un beneficio personal. Es responsable de producir su propia moral y reglas que definen sus actos con la aspiración de superarse solamente a sí mismo, a diferencia de Batman que toma sus decisiones al sopesar lo bueno y lo malo, y que está limitado al cumplimiento de reglas creadas por los demás con tal de impartir justicia. Asimismo, al carecer de una historia definitiva sobre sus orígenes, no está sujeto a lamentar o analizar detalladamente su pasado ni cómo se convirtió en lo que es.
La relación controladora y abusiva que mantiene con Harley Quinn puede ser vista como un recurso para reforzar su propia creencia en los alcances de su poder en un mundo donde podría ser asesinado o neutralizado por otro villano o por Batman. La apariencia de Quinn refleja la identidad misma del villano, lo cual le lleva a querer someterla a su control pese a que pueda ignorarla o actuar indiferente hacia ella. Por ejemplo, Harley derrota a Batman en Mad Love (1994), suceso que desata la ira de Joker —emasculado por su propio fracaso y por el temor de lo que los otros antagonistas habrían de pensar de él— y lo lleva a herirla gravemente. Sin embargo, poco después le obsequia flores para reafirmar el control que ejerce sobre ella.
En la opinión del cocreador de Quinn, Paul Dini, Harley es alguien que hace que Joker se sienta mejor consigo mismo y que puede hacer el trabajo que él no quiere hacer. No obstante, en Batman: Harley Quinn (1999), el criminal decide matarla tras admitir que se preocupa por ella y que sus sentimientos románticos por ella le impiden cumplir con sus propósitos. Cabe señalar que en la versión alternativa del personaje mostrada en Batman: Thrillkiller, en donde aparece como una mujer involucrada en una relación lésbica con Harley, su amorío carece de violencia o subyugación.

## Apariciones en otros medios

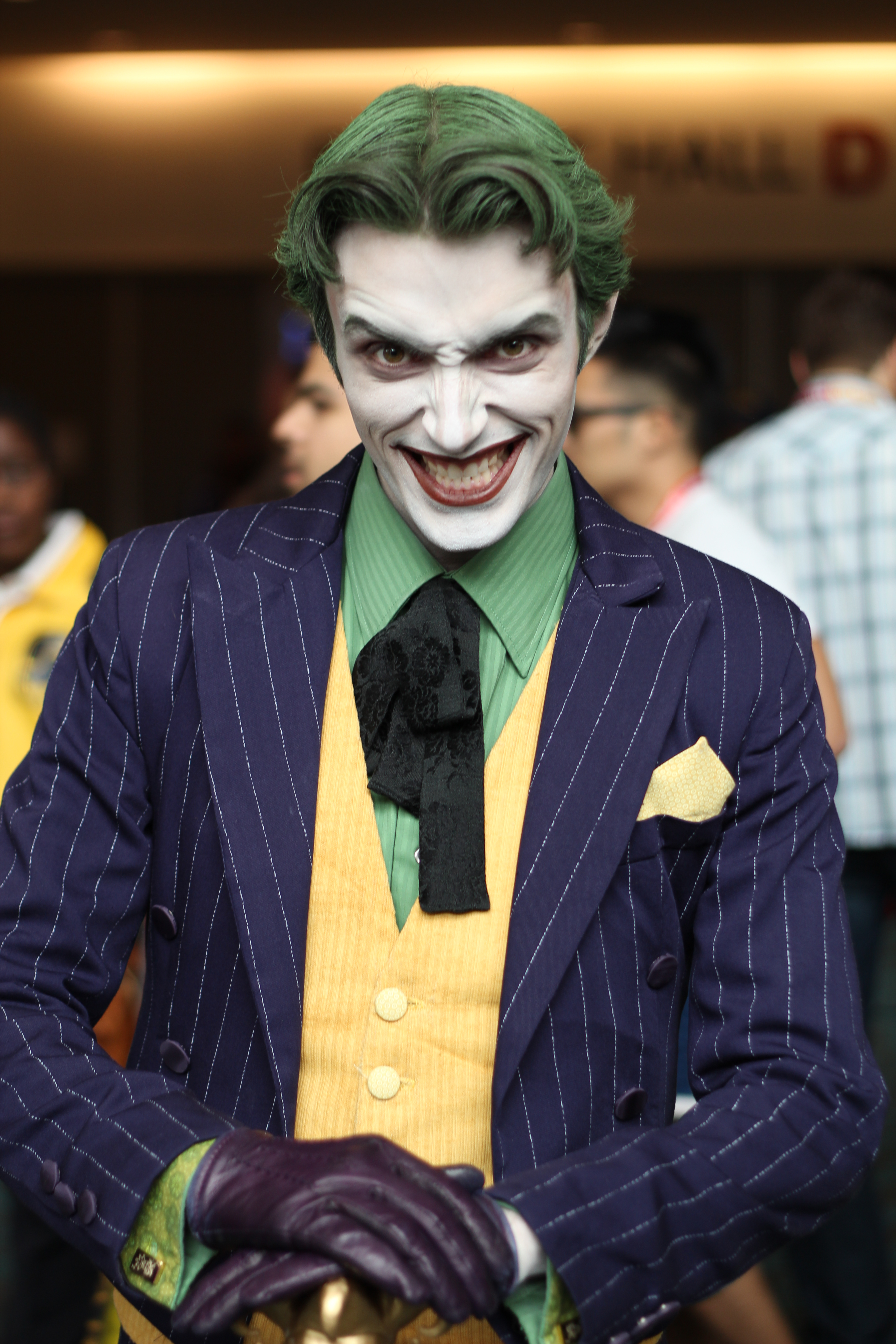
Cosplayer interpretando al personaje

Además de los cómics, Joker ha aparecido en una variedad de producciones —más de 250 en total, de acuerdo con el compilatorio WorldCat—, entre los cuales se incluyen series televisivas, animaciones, largometrajes, libros y videojuegos. Su incursión en otros medios diferentes al impreso se remonta al programa de televisión Batman (1966) y su correspondiente adaptación cinematográfica, en donde el actor Cesar Romero interpretó al personaje. Sus siguientes participaciones ocurrieron en las series animadas The Adventures of Batman (1968), Las nuevas aventuras de Batman (1977) y The Super Powers Team: Galactic Guardians (1985), producciones en las que Larry Storch, Lennie Weinrib y Frank Welker prestaron sus voces para el villano, respectivamente.
Jack Nicholson personificó una versión más oscura del personaje en el filme Batman (1989), dirigida por Tim Burton y cuyas recaudaciones en todo el mundo ascendieron a más de 400 millones USD. La actuación resultó determinante en la trayectoria histriónica de Nicholson, además de darle un nuevo rol a Joker en el que la audiencia «debe recordarse a sí misma que no debe apoyar al villano». El éxito de esta producción condujo al universo animado de DC Comics la serie televisiva Batman: la serie animada (1992), donde Mark Hamill prestó su voz y la cual estuvo caracterizada por brindar un tono narrativo similar al de los cómics. Desde entonces, Hamill ha interpretado a Joker en varios medios como las cintas Batman: la máscara del fantasma (1993) y Batman Beyond: Return of the Joker (2000); el videojuego Batman: Vengeance (2001); otras series relacionadas como Superman: The Animated Series (1996), Static Shock (2000) y Liga de la Justicia (2001); figuras de acción, juguetes y voces superpuestas en atracciones de parques de diversiones. Kevin Michael Richardson participó como Joker en la animación The Batman (2014), siendo el primer actor afroestadounidense en interpretarlo.
Una versión anárquica y caótica, a cargo de Heath Ledger, apareció en la película The Dark Knight (2008) dirigida por Christopher Nolan, y que obtuvo ingresos superiores a los mil millones USD, lo que le llevó a fijar varios récords de taquilla. La interpretación de Ledger le valió un premio Óscar póstumo en la categoría de «Mejor actor de reparto», siendo la primera vez que una película de superhéroes recibió un Óscar en la historia del cine. Otras producciones animadas en las que aparece el personaje son Batman: The Brave and the Bold (2009), Batman: Under the Red Hood (2010) Young Justice (2011), The Dark Knight Returns (2012) y The Lego Batman Movie (2017), cuyas interpretaciones recayeron en Jeff Bennett, John DiMaggio, Brent Spiner, Michael Emerson y Zach Galifianakis, respectivamente. Mientras tanto, otros actores que lo han personificado en películas han sido Jared Leto en Escuadrón Suicida (2016) y en la Liga de la Justicia de Zack Snyder (2021), así como Joaquin Phoenix —en Joker (2019) y en Joker: Folie à Deux (2024)—. Phoenix fue así mismo premiado con el Óscar en la 92.ª ceremonia de los Óscars como «Mejor actor» interpretando a este personaje en el filme Joker Finalmente, Barry Keoghan interpretó al Joker en The Batman (2022).
Otros videojuegos que cuentan con una participación notable de Joker son Batman: Arkham Asylum (2009), Batman: Arkham City (2011), DC Universe Online (2011) y Batman: Arkham Knight (2015) —interpretado por Hamill—; Batman: Arkham Origins (2013) y Batman: Assault on Arkham (2014) —con la voz de Troy Baker—; Mortal Kombat vs. DC Universe (2008), Injustice: Dioses entre nosotros (2013), Injustice 2 (2017) y Mortal Kombat 11 (2019) —por Richard Epcar—; Lego Batman: el videojuego (2008) —por Steve Blum—; Lego Batman 2: DC Super Heroes (2012) y Lego Batman 3: Beyond Gotham (2014) —por Christopher Corey Smith—; así como Batman: The Telltale Series (2016) y Batman: The Enemy Within (2017) —por Anthony Ingruber—.